# Slag bij Mimasetoge
De Slag bij Mimasetoge vond plaats in 1569, toen de troepen van Takeda Shingen zich terugtrokken van de herhaaldelijk mislukte belegeringen van kasteel Odawara van de Hojo-clan in de prefectuur Kanagawa. De troepen van de Hojo, onder leiding van de broers Ujiteru en Ujikuni, wachtten Shingen op bij de pas van Mimase. De voorhoede van de Takeda, waaronder Baba Nobuharu, werd aangevallen; Shingen zelf leidde de hoofdmacht. De veldslag keerde zich in het voordeel van de Takeda toen Yamagata Masakage een woeste aanval lanceerde en zware verliezen bij de Hojo veroorzaakte. De Hojo werden verslagen en trokken zich terug naar het noorden, waardoor de Takeda terug konden keren naar Kai - echter met achterlating van zo'n 900 doden.